# KV Kortrijk
A Koninklijke Voetbalclub Kortrijk (röviden KV Kortrijk vagy Kortrijk) belga labdarúgócsapat, amely a belga első osztályban szerepel.

## Története

### 1901–1971
A KV Kortrijk 1901. március 14-én alakult meg SC Courtraisien (Sporting Club Kortrijk) néven, s az 1906–1907-es szezontól az 1910–1911-es szezonig a legmagasabb szinten szerepelt. 1911-es kiesése után a csapat a következő három szezont a másodosztályban töltötte, majd az első világháború miatt évekig szünetelt a bajnokság. 1918-ban a klub egyesül az 1898-ban alapított FC Courtraisiennel, s a háború utáni első szezont már Courtrai Sport (Kortrijk Sport) néven kezdte meg. 1922-ben a másodosztályból is kiesett a csapat, majd két szezon erejéig visszajutott oda. 1926-ban ismét kiesezz, a következő szezonban megint visszajut, az 1927–1928-as szezon végén azonban ismét búcsút vett a másodosztálytól. 1927-ben a klub neve Royal Courtrai Sports-ra módosul. Az 1942–1943-as szezonban sikerült csak visszajutnia a csapatnak a másodosztályba, 1951-ben ismét nevet változtat Koninklijke Kortrijk Sport-ra. Az 1963–1964-es szezonban utolsó helyen végzett, így újra kiesett a harmadosztályba. 1971-ben a Koninklijke Kortrijk Sport és az 1923-ban alapított Stade Kortrijk egyesültek, s így megalakul a KV Kortrijk.

### 1971–
A frissen megalakult KV Kortrijk, első évében megnyerte a negyedosztályt, a következő szezonban pedig második lett a harmadosztályban, azonban két csapat egyesülése miatt egy hely megüresedett a másodosztályban, így a rájátszást megnyerve az 1973–1974-es szezont már a másodosztályban kezdte meg a csapat. Három évvel később aztán feljutott az első osztályba, ahol – egy szezonnyi megszakítást kivéve – egészen 1992-ig szerepelt. Ezután hat évig a másodosztály küzdelmeiben vett részt a Kortrijk, majd sikerült feljutniuk – egy szezon erejéig. Az 1999–2000-es szezonban 16. helyezésének köszönhetően a harmadosztályba került, ahonnan egy szezonnal később (a helyezése alapján) ugyan feljuthatott volna, ám anyagi problémák miatt nem vállalta a másodosztályt. Három év múlva azonban sikerült feljutniuk, és négy év másodosztályú szereplést követően – a 2007–2008-as bajnokságot megnyerve – az első osztályba lépett a csapat, ahol azóta is megszakítás nélkül szerepelnek.

### Stadion
A KV Kortrijk hazai meccseit a Guldensporenstadionban játssza. A létesítmény a courtrai-i csatáról kapta a nevét, amelynek holland megfelelője a Guldensporenslag. A stadion 9399 férőhelyes, ebből 5749 ülőhely és 3650 állóhely.

## Játékoskeret
A KV Kortrijk 2015–2016-os szezonjának játékoskerete:
| #  |     | Poszt | Név                    |
| -- | --- | ----- | ---------------------- |
| 1  | FRA | K     | Rémi Pillot            |
| 2  | LUX | V     | Maxime Chanot          |
| 4  | BEL | V     | Arno Claeys            |
| 5  | BEL | KP    | Birger Verstraete      |
| 6  | FRA | V     | Benoît Poulain         |
| 7  | BEL | CS    | Stijn De Smet          |
| 8  | SRB | KP    | Nebojša Pavlović (csk) |
| 9  | FRA | CS    | Teddy Chevalier        |
| 10 | NED | KP    | Robert Klaasen         |
| 11 | MNE | KP    | Adam Marušić           |
| 12 | BEL | KP    | Lukas Van Eenoo        |
| 14 | GRE | CS    | Thanászisz Papázoglu   |

| #  |     | Poszt | Név               |
| -- | --- | ----- | ----------------- |
| 16 | RSA | K     | Darren Keet       |
| 17 | BEL | KP    | Gertjan De Mets   |
| 19 | BEL | KP    | Gregory Mahau     |
| 20 | FRA | V     | Samuel Gigot      |
| 21 | BEL | V     | Brecht Capon      |
| 22 | BEL | CS    | Michaël Lallemand |
| 23 | BEL | V     | Baptiste Ulens    |
| 30 | BEL | V     | Kristof D'Haene   |
| 31 | BEL | V     | Anthony Van Loo   |
| 33 | MNE | V     | Žarko Tomašević   |
|    | FRA | V     | Elohim Rolland    |
|    | FRA | CS    | Aboubakar Kamara  |